# 雉鸡苑

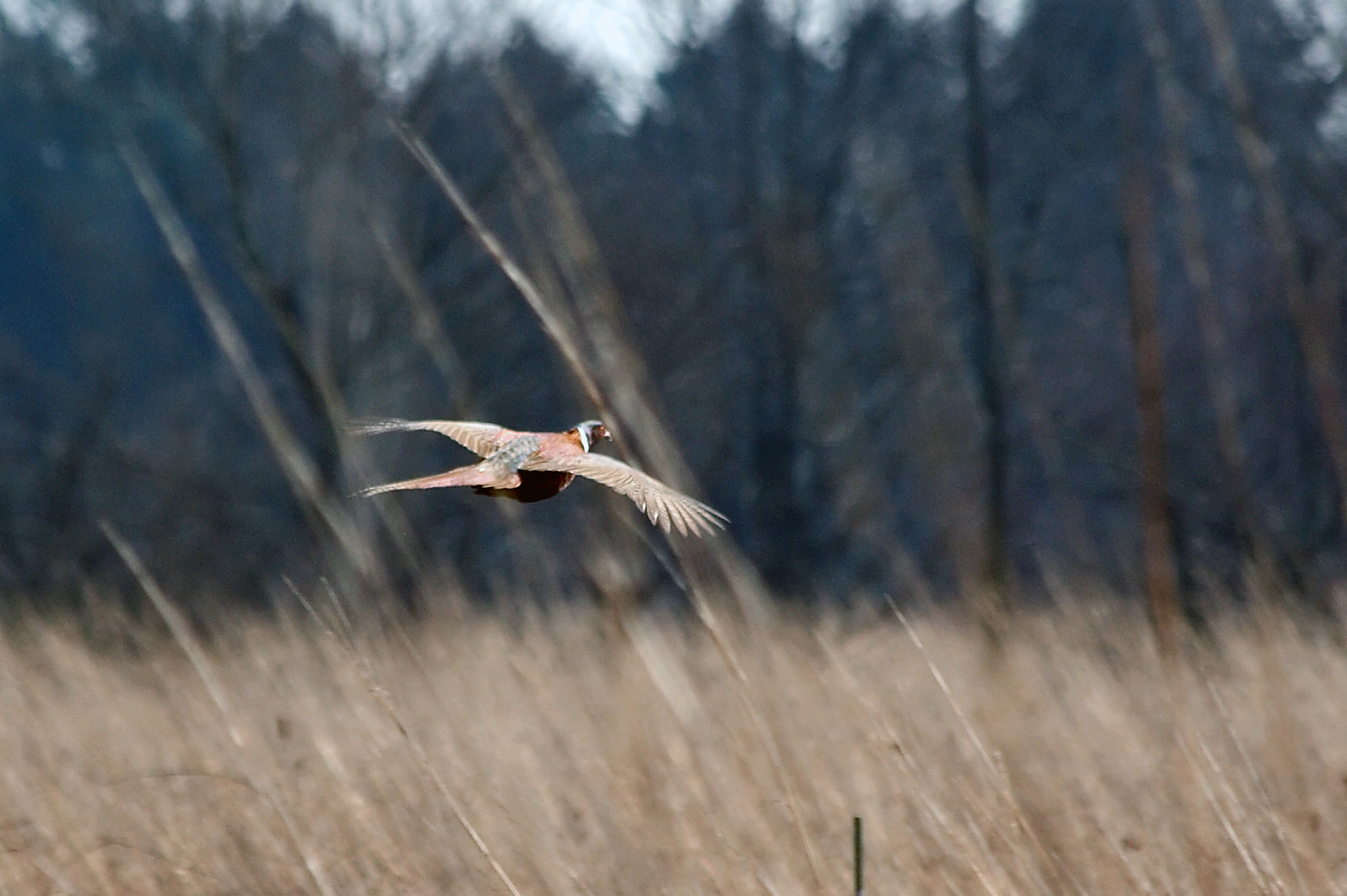
飞行的稚鸡

雉鸡苑（英语：pheasantry）是一个用于圈养繁殖和饲养野鸡、孔雀和其他相关的鸟类地方或设施。这些鸟类可能会或不会被限制在鸟舍内。 这些鸟可以出售或展示给公众，亦或用作猎鸟。 雉鸡苑也可用于保护和研究之目的。